# Chuck Schumer
Charles Ellis "Chuck" Schumer (født 23. november 1950) er en amerikansk politiker. Han er medlem af det demokratiske parti. Han har siden januar 1999 været senator valgt i delstaten New York.
Schumer er født og opvokset i et jødisk kvarter i Brooklyn hvor han stadigvæk bor, når han ikke er i Washington D.C.
Schumer blev uddannet jurist fra Harvard University i 1974. Blev valgt til delstatsparlamentet i New York i 1974. Han var kun 23 år gammel, siden blev han valgt til Repræsentanternes Hus i 1980 fra en valgkreds der dækker Brooklyn og Queens. Schumer blev i 1998 valgt til senatet, efter at have slået sin republikanske modkandidat Alphonse D'Amato. 
Schumer blev genvalgt i 2004 med den største sejr i delstatens historie, Schumer fik 2,8 millioner  stemmer mere end sin modkandidat.